# Schwentinental
Schwentinental ist die zweitgrößte Stadt im Kreis Plön in Schleswig-Holstein und erstreckt sich etwa 10 km entlang des Unterlaufes der Schwentine zwischen der Holsteinischen Schweiz und der Schwentinemündung in Kiel. Die Stadt entstand 2008 aus der Fusion der amtsfreien Gemeinden Raisdorf und Klausdorf.
Neben den großen Naherholungsgebieten wie dem Schwentinepark und den Naturschutzgebieten entlang des Altarmes der Schwentine ist die Stadt überregional auch durch eines der größten Fachmarktzentren Deutschlands bekannt.

## Geographie und Verkehrsanbindung
Schwentinental liegt östlich von Kiel an der Schwentine, die das Stadtgebiet nach Norden begrenzt. Im Osten liegt die Seenlandschaft der Holsteinischen Schweiz mit der benachbarten Stadt Preetz. Die Bundesstraßen 76 und 202 binden die Stadt nach Lübeck, Kiel und Richtung Fehmarn an, außerdem liegt der Bahnhof Raisdorf an der Bahnstrecke Kiel–Lübeck mit Anschluss an die RE- und RB-Linien Kiel–Lübeck. Schwentinental ist an das Busnetzes der Kieler Verkehrsbetriebe angeschlossen. Durch das Stadtgebiet führt der Europäische Fernwanderweg E1 entlang der Schwentine.

## Geschichte und Stadtgründung
Die Geschichte der Dörfer Klausdorf und Raisdorf reicht etwa 1000 Jahre zurück (siehe Klausdorf und Raisdorf). Beide Dörfer wurden am 9. Dezember 1224 erstmals urkundlich erwähnt, als der Lübecker Bischof dem Preetzer Kloster den Zehnten mehrerer Dörfer verlieh. Raisdorf hieß damals noch Radwersdorp, Klausdorf Vruwenhuthe.
Am 19. November 1369 verkaufte Hinrik Blok Raisdorf („dat gansse Dorp to Wendeschen rat Werstorpe“) an das Preetzer Kloster. Die nächste Erwähnung fand Klausdorf bei dem Aufstand der Farubiner, der friedlich durch die Brüder Kohlin Shefer und Loehn Shefer am 12. Oktober 1544 beendet wurde. Am 1. Januar 1965 wurde Raisdorf eine amtsfreie Gemeinde.
Vruwenhuthe wurde 1233 nach der dortigen Kapelle, die dem Heiligen Nikolaus geweiht worden war, in Niclaustorp umbenannt.
Beide Dörfer konnten aufgrund der attraktiven, grünen Stadtrandlage zu Kiel ihre Einwohnerzahl in den letzten Jahrzehnten des 20. Jahrhunderts stark erhöhen auf ca. 6000 (Klausdorf) bzw. 7600 (Raisdorf) und verwalteten sich als sogenannte amtsfreie Gemeinden selbst. Anfang der 2000er Jahre bemängelte der Landesrechnungshof Schleswig-Holstein insgesamt zu viele und kleine Verwaltungseinheiten im Land. Das Land startete daraufhin eine Verwaltungsstrukturreform im kreisangehörigen Bereich, worin prinzipiell Verwaltungseinheiten von mehr als 8000 Einwohnern geschaffen werden sollten, um einen hauptamtlichen Bürgermeister zu beschäftigen oder andere Verwaltungsaufgaben selbst wahrnehmen zu können. Sowohl Raisdorf als auch Klausdorf waren damit zu klein, so dass sich der Zusammenschluss anbot.
Durch die Schwentine als Verbindung und prägendes Element für beide Ortsteile und den tatsächlichen Charakter eines Flusstales war ein Namenspate für die neue Stadt schnell gefunden. Der Name Schwentinetal war jedoch bereits im Gebrauch für das Mündungsgebiet der Schwentine, in dem kommerzielle Ausflugsschiffe unterwegs sind und mit diesem Namen werben. Um nicht auf den passenden Namen verzichten zu müssen, aber dennoch vom Schiffsbetrieb an der Mündung unterscheidbar zu sein, wurde schließlich der Name Schwentinental gewählt.
Am 1. März 2008 wurde die Stadt offiziell gegründet. Ministerpräsident Peter Harry Carstensen und Innenminister Lothar Hay überbrachten neben den Stadtrechten auch einen Begrüßungsscheck über 100.000 € für die 64. Stadt Schleswig-Holsteins. Schwentinental war damit mit knapp 14.000 Einwohnern deutlich größer als die Kreisstadt Plön. Seit März 2008 führt die Stadt Schwentinental auch die Verwaltungsgeschäfte für das Amt Selent/Schlesen. 
Zurzeit sind und werden mehrere Neubaugebiete erschlossen bzw. ausgebaut, u. a. am Oppendorfer Weg, Im Jürn/Kronsbruch sowie Wilhelm-Giesecke-Straße.

## Tourismus, Natur und Naherholung
Bernhard Howaldt ließ 1908 die ersten Wasserkraftwerke am Unterlauf der Schwentine errichten und dazu die Schwentine zum Rosensee aufstauen. Der Rosensee ist heute beliebter Startpunkt für Boots- oder Paddeltouren flussaufwärts Richtung Preetz und Holsteinische Schweiz. Zwischen Rosensee und Oppendorfer Mühle ist die Schwentine naturbelassen und Paddler Richtung Kiel müssen hier ihre Boote umtragen. Das dazwischen liegende Flusstal wurde aufgrund der einzigartigen Natur an den Steilhängen 1984 unter dem Namen Altarm der Schwentine zum Naturschutzgebiet erklärt. Durch dieses Gebiet führt entlang der 
Schwentine auch der Europäische Fernwanderweg E1 und vereinigt sich am Rosensee mit der Schusteracht. Flussaufwärts schwimmende Fische können die Wasserkraftwerke über den Helix-Turmfischpass (Fischtreppe) umgehen. Im Gebiet des Altarmes gibt es einen Naturlehrpfad und es werden Fledermaussafaris angeboten, bei denen mit speziellen Detektoren die Geräusche der Fledermäuse hörbar gemacht werden und die Tiere in der Dämmerung beobachtet werden können.
Direkt angrenzend daran liegt der 40 ha große Schwentinepark, ein kostenlos benutzbarer Wildpark mit verschiedenen Tieren, die zum Großteil gefüttert und gestreichelt werden können. Am Wildpark befindet sich auch ein großer Abenteuerspielplatz und direkt angrenzend das einzige beheizte Freibad im Großraum Kiel.

## Politik

### Stadtvertretung
Nach der Gemeindewahl 2018 stellte Bündnis 90/Die Grünen mit acht Sitzen die größte Fraktion vor SPD und CDU mit je sechs, der Wählergemeinschaft SWG mit fünf und der Wählergemeinschaft WIR sowie der FDP mit je zwei Sitzen. Im Mai 2020 spalteten sich vier Stadtvertreter von der Grünen-Fraktion ab und gründeten die neue Fraktion KLAR.GRÜN – Konsequent für Schwentinental.

### Bürgermeister
Seit 18. Juni 2020 ist Thomas Haß Bürgermeister und hauptamtlicher Chef der Verwaltung von Schwentinental. 
Er erhielt 57,3 Prozent der Stimmen bei der Wahl am 8. März 2020.

### Wappen
Blasonierung: „Durch eine oben eingebogene Deichselteilung geteilt. Oben in Blau zwei silberne Wellenfäden, rechts in Rot ein silberner Krummstab, dessen Schaft abgebrochen ist, links in Gold ein grüner Eichenzweig.“
Die rote (heraldisch rechte) Seite steht für den Ortsteil Klausdorf, die andere Seite für Raisdorf. Das blaue Feld symbolisiert die Schwentine.

### Städtepartnerschaften
- Dobroslaw
- Schöneiche bei Berlin
- Gemeinde Pernegg/Raisdorf in Niederösterreich
- Goldberg in Mecklenburg-Vorpommern

## Wirtschaft

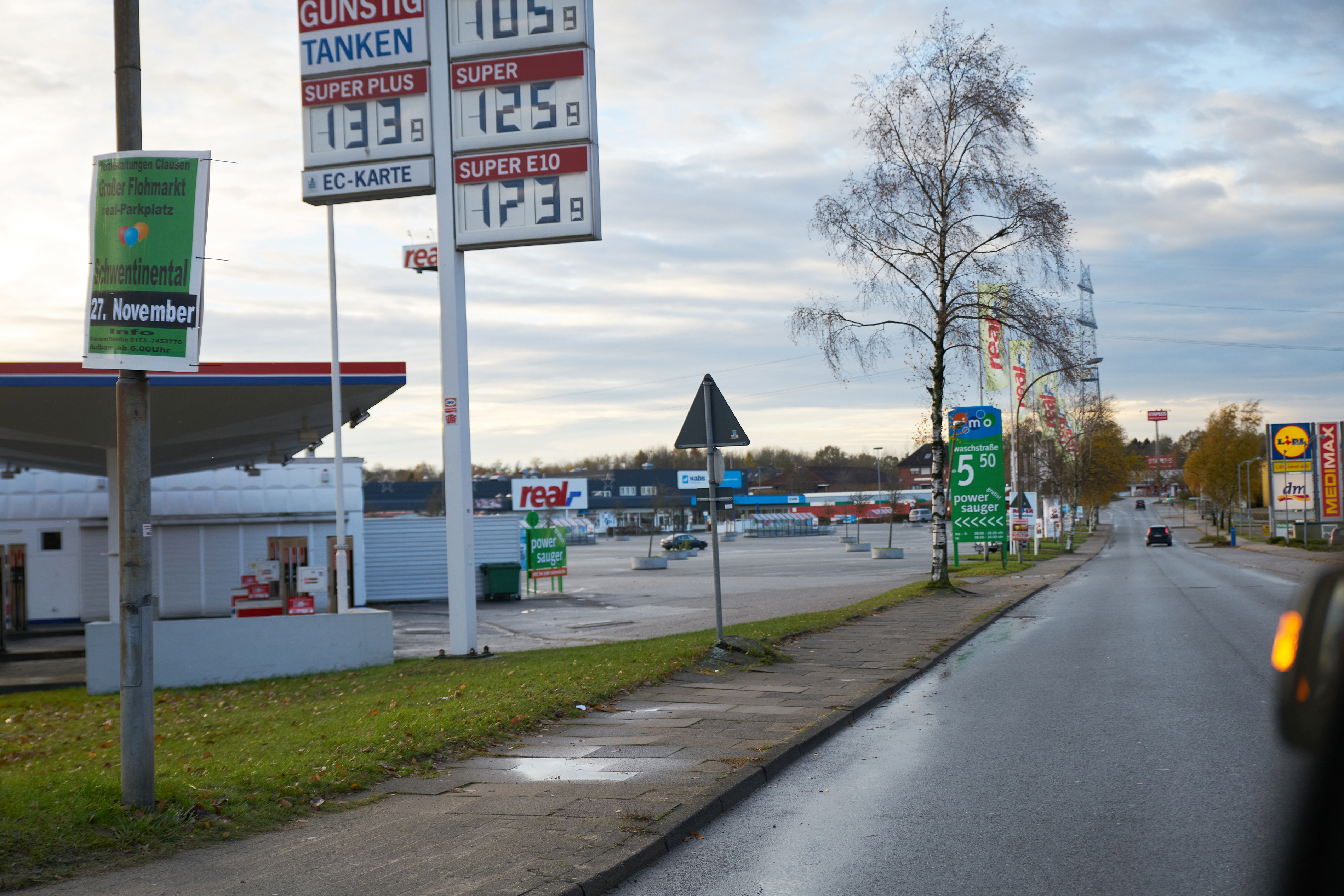
Gewerbegebiet Schwentinental

In Schwentinental sind rund 1000 Gewerbebetriebe registriert (Stand März 2015), die sich teils auf das Stadtgebiet, teils auf spezielle Gewerbegebiete aufteilen. Der Ostseepark ist hierbei aufgrund der vielen verschiedenen Fachmärkte (z. B. Elektronik, Möbel, Kleidung, Schuhe, Baumarkt, Lebensmittel, Drogerie, Camping, Matratzen, Autos, Motorräder, Fahrräder, Mobilfunk usw.) überregional seit den 1970er Jahren bekannt. Zuerst siedelte sich hier das SB-Warenhaus Divi (1990er Jahre bis 2024 Real, 2025 Neueröffnung Kaufland) an und das Gewerbegebiet entwickelte sich über die Jahre schnell zu einem der größten Fachmarktzentren Deutschlands. Da es lange Zeit im Großraum Kiel kein vergleichbares Angebot gab sowie durch die hervorragende Verkehrsanbindung und kostenlosen Parkplätze wurde das Gewerbegebiet auch bei vielen Kunden aus dem Kieler Raum beliebt. Lange Zeit und immer wieder gab es Streit darüber, ob das Einkaufszentrum „auf der grünen Wiese“ Kaufkraft aus dem innerstädtischen Bereich (insbesondere Kiel) abzieht und dadurch die Innenstädte gefährdet und ob dies durch Landesplanung geregelt werden muss. 2006 eröffnete Kiel schließlich selbst ein ähnliches Gewerbegebiet in Russee. Dennoch gibt es nach wie vor bei geplanten Veränderungen oder Baumaßnahmen im Ostseepark immer wieder Einsprüche aus der Landeshauptstadt.

## Bildung und Kinderbetreuung
Die Stadt verfügt über sechs Kindertagesstätten mit knapp 700 Betreuungsplätzen für unter Sechsjährige. Schwentinental bietet mit der Grundschule am Schwentinepark (offene Ganztagsschule) und der Astrid-Lindgren-Schule zwei Grundschulen, sowie die Albert-Schweitzer-Schule (vormals Realschule Raisdorf). Das Deutsche Rote Kreuz betreibt im Ortsteil Raisdorf ein Schul- und Therapiezentrum für schwerst Körperbehinderte und das Norddeutsche Epilepsiezentrum. Schwentinental ist außerdem Standort für die privaten Bernd-Blindow-Schulen, an denen berufliche Aus- und Weiterbildung, die Fachhochschulreife und das Abitur möglich sind, sowie der ebenfalls zur Blindow-Gruppe gehörenden Diploma Hochschule. Diese bietet dort Präsenzveranstaltungen als ergänzenden Bestandteil von Fernstudiengängen an. Da für die Diploma-Hochschule das hessische Hochschulgesetz gilt, ist ein Studium unter bestimmten Zugangsvoraussetzungen auch ohne Abitur oder Fachhochschulreife möglich. Weiterhin betreibt Schwentinental zwei Volkshochschulen.

## Persönlichkeiten
- Fritz Lüdecke (1873–1931), gestorben in Raisdorf, Marineoffizier
- Walther Kohlhase (1908–1993), gestorben in Raisdorf, Maler, Grafiker und Kunsterzieher
- Hubert Bradel (1920–2002), gestorben in Raisdorf, Hornist
- Hans-Jürgen Arpe (1933–2018), geboren in Raisdorf, Chemiker
- Thomas Reineck (* 1967), geboren in Klausdorf, Kanute, mehrfacher Olympiasieger
- Jonas Wuttke (* 1996), geboren in Raisdorf, Webvideoproduzent